# Megalobrachium poeyi
Megalobrachium poeyi är en kräftdjursart som först beskrevs av Félix Édouard Guérin-Méneville 1855.  Megalobrachium poeyi ingår i släktet Megalobrachium och familjen porslinskrabbor. Inga underarter finns listade i Catalogue of Life.